# Masanosuke Fukuda

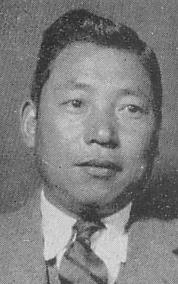
Masanosuke Fukuda

Masanosuke Fukuda, född 4 maj 1897 Shinjuku Tokyo Japan, död 21 december 1974, var en japansk tennisspelare aktiv under 1920-talet.
Masanosuke Fukuda började, liksom de flesta andra japanska tennisspelarna, att i sin ungdom spela den japanska tennisvarianten soft tennis. Soft tennis är mycket snarlik vanlig lawn tennis, men med den skillnaden att bollen är lättare och nätet högre, vilket premierar kraftiga överskruvade slag. Sådana slag var också japanska spelares specialitet när de övergick till vanlig tennis vilket bidrog till de stora internationella framgångarna för japansk tennis under 1920-talet. Fukuda började spela vanlig tennis först vid mogen ålder, 1921 vid 24 års ålder. Redan året därpå vann han singeltiteln i All Japan Tennis Championships. I den turneringen besegrade han Takeichi Harada i fjärde omgången och senare i finalen Yoshiro Ota med 6-2 7-5 7-5. 
Fukuda deltog i det japanska Davis Cup-laget 1923 och 1925. Han spelade totalt fem matcher av vilka han vann två. Han deltog i flera av Grand Slam-turneringar under samma period, dock med liten framgång. Han deltog också i de olympiska sommarspelen i Paris år 1924. Han nådde till fjärde omgången i singelturneringen där, men förlorade mot den franske storspelaren Henri Cochet (2-6 1-6 3-6).   
Fukuda gifte sig 1925 med den japanska tennisspelaren Fumiko Tamura. Han blev DC-kapten 1959. Efter karriären var han idrottsjournalist. Han gav 1941 ut boken Lessons of Tennis och gav dessutom ut boken "Tennis: The Only One Ball".